# جيفرسون لويز ناسيمنتو دي سوزا
جيفرسون لويز ناسيمنتو دي سوزا هو لاعب كرة قدم برازيلي في مركز الوسط، ولد في 27 يونيو 1989. لعب مع نادي سانتوس.